# Giovanni Andrea Bertanza

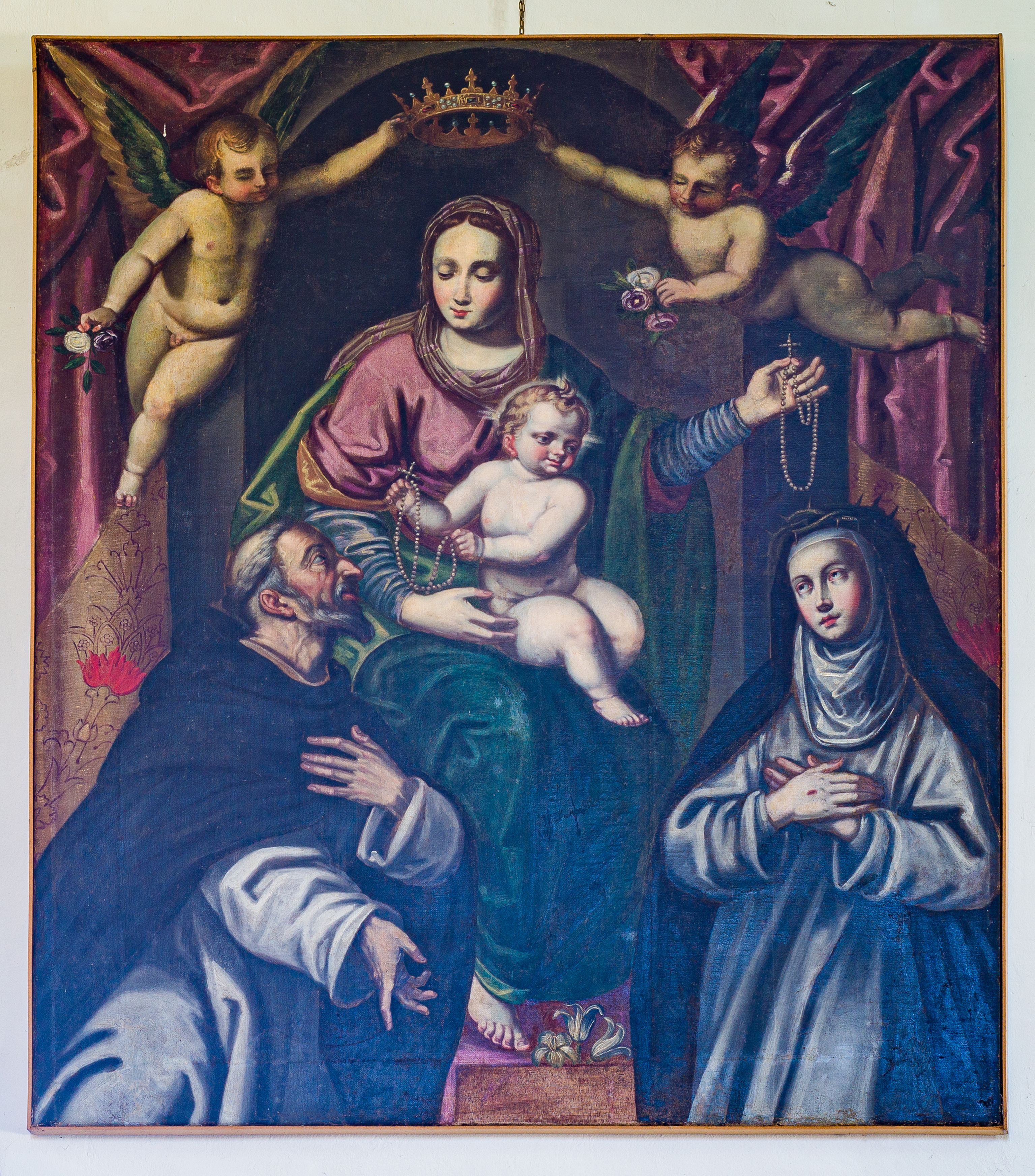
Tela del Bertanza con Incoronazione della Madonna San Domenico e Santa Caterina nella chiesa di San Bernardo a Serniga, Salò.

Giovanni Andrea Bertanza (Padenghe sul Garda, 1570 – Salò, 1630) è stato un pittore bresciano attivo nel XVI e XVII secolo nel territorio della Riviera di Salò nella Repubblica di Venezia.

## Biografia
Giovanni Andrea Bertanza compare, per la prima volta, nei documenti contenuti nell'estimo di fine Cinquecento del comune di Padenghe quando, infatti, il padre Zeno è allibrato come proprietario di alcuni appezzamenti di terreno, di una casa e di una “appotheca” sita nella piazza principale del centro gardesano, mentre Giovanni Andrea è indicato, accanto al padre, come “garzone a imparare pittoria”. Si può verosimilmente ipotizzare dato che molti giovani di Padenghe sono registrati nello stesso documento come garzoni ed abitanti a Venezia che anche Giovanni Andrea fosse stato inviato nel centro lagunare ad apprendere l'attività quasi certamente presso la bottega di Jacopo Palma il Giovane.
Trasferitosi a Salò, ove si unì in matrimonio con Ottavia figlia di Dioneo Socio, uno dei personaggi più in vista della classe politica salodiana dell'epoca, dalla quale ebbe numerosi figli: Claudia Santa nata il 6 agosto del 1604; Virginio Daniel il 27 gennaio 1606; Modesta Anna il 10 luglio 1611; Gregorio Palma il 10 maggio 1613; Francesco Bernardino il 20 luglio 1614; Carlo Bernardino il 12 marzo 1616; e infine Francesco Joseffo il 30 novembre 1620.
Fu allievo del citato Giacomo Negretti detto “Jacopo Palma il Giovane”, del cremonese Giovan Battista Trotti  detto “Malosso” e di Paolo Veronese. Giovanni Andrea Bertanza operò attivamente in Valtenesi, Valsabbia e nella riviera bresciana del lago di Garda.
Nel 1616 fu enumerato nei ruoli militari della comunità di Salò in quanto abitante nella "contrà Chiodera" fino al 28 luglio 1618, quando il provveditore veneto della Riviera di Salò, Giustiniano Badoer, decretò infatti che egli fosse depennato dalla lista dei soldati salodiani per un grave problema fisico al braccio sinistro. Da alcuni ricercatori è ipotizzata la sua presenza a Tignale il 17 agosto 1617, come soldato della cernide unitosi ai gargnanesi, all'uccisione del bandito Giovanni Beatrice, evento che poi ricordò su commissione del comune di Tignale nel celebre dipinto ex voto conservato presso il santuario di Montecastello.
Numerose sono le sue opere conservate presso le parrocchiali di Soiano del Lago, Padenghe sul Garda, Gargnano, Valvestino, il santuario di Montecastello di Tignale, il Duomo di Salò e di Desenzano.

### Il dipinto di Montecastello
Poco tempo dopo l'uccisione del bandito Giovanni Beatrice, il comune di Tignale gli fece dipingere a proprie spese un ex voto per la morte del bandito che donò riconoscente al santuario di Montecastello.  Giovanni Andrea Bertanza rese comunque efficacemente le diverse fasi della battaglia; ed anche se la narrazione degli eventi è svolta rispettando le istanze agiografiche dei notabili della comunità, egli seppe pure rendere magnificamente la tragedia del fuorilegge che corre inesorabilmente verso la morte.
Molto probabilmente egli partecipò pure alle ultime fasi dei combattimenti e si raffigurò in quel gruppo di soldati di Gargnano che, sopraggiunto verso sera, costrinse i tre banditi ad arretrare nella valletta delle Monible. Ancora oggi il suo sguardo attonito e quasi incredulo è rivolto direttamente a coloro che osservano ammirati il dipinto, quasi a voler loro rammentare la tragedia che si svolse in quei monti il 17 agosto 1617.
Dopo il restauro il dipinto presenta un mistero, l'immagine del volto di chi uccise materialmente il bandito è stata abrasa, difatti si intravedeno soltanto gli stivali e l'archibugio dello sparatore come a non voler farsi riconoscere.

## Opere
- Incredulità di San Tommaso, parrocchiale di Medole;
- Compianto sul Cristo Morto con le Pie Donne e S. Stefano, parrocchiale di Padenghe sul Garda;
- Cristo e gli apostoli, (1612) parrocchiale di Desenzano del Garda;
- I. Uccisione del bandito Giovanni Beatrici (1617),
- II. Misteri della vita della Vergine, santuario Santa Maria di Montecastello a Tignale;
- Incoronazione della Vergine, chiesa di Santa Maria a Gardola di Tignale;
- I. Deposizione e i Santi Francesco e Maddalena,
- II. I miracoli di Sant'Antonio,
- III. Sant'Antonio da Padova con i Santi e Sante dell'Ordine francescano,
- IV. San Francesco che dona la Regola alla Chiesa, convento di San Francesco a Gargnano;
- Misteri del Rosario, chiesa di San Giovanni Decollato a Polpenazze del Garda;
- Misteri del Rosario, chiesa di Santa Maria Maddalena di Desenzano del Garda;
- Misteri del Rosario, chiesa di Santi Filippo e Giacomo a Gavardo;
- Trionfo della Croce, soffitto della Sala del Consiglio di Salò;
- Natività della Vergine, Palazzo Comunale di Salò;
- Redentore e San Marco, abbazia di Maguzzano;
- I. Decollazione di San Giovanni Battista,
- II. Madonna e i Santi Matteo, Agostino? e Ambrogio?, chiesa di San Giovanni Battista a Turano di Valvestino;
- I. Ultima cena,
- II. Battesimo di Cristo,
- III. Presentazione di Maria al tempio, chiesa di San Martino a Gargnano;
- San Rocco e San Sebastiano, chiesa di San Matteo apostolo a Muslone di Gargnano;
- Ultima cena, parrocchiale di Lavenone;
- Assunzione di Maria, chiesa di Santa Maria Assunta a Navazzo di Gargnano;
- Madonna del Rosario e i Santi Domenico e Caterina da Siena, chiesa di San Bernardo da Chiaravalle a Serniga di Salò;
- Madonna del Rosario e i Santi Domenico e Caterina da Siena, chiesa dei Santi Felice e Adauto a San Felice del Benaco;
- Cristo in gloria, chiesa di Santa Maria Annunciata a Salò;
- "San Marco", chiesa di S. Giovanni Decollato Desenzano[3].